# Giovanni Boccardi (astronomo)
Giovanni Boccardi (Castelmauro, 20 giugno 1859 – Villetta, 24 ottobre 1936) è stato un astronomo, matematico e presbitero italiano.

## Biografia
Sacerdote della Congregazione della Missione, fu astronomo negli osservatorî di Collurania (1890), Catania (1900-1903) e Torino (1903-23). 
In quest'ultima sede ricoprì la carica di direttore dell'osservatorio e fu docente di astronomia nella locale università. Inoltre realizzò la nuova sede di Pino Torinese dell'osservatorio (1912). Fondò, nel 1907, la Rivista di astronomia e di scienze affini.
La sua attività è prevalentemente legata a questioni astronomiche. Tuttavia, tra le sue opere, va menzionata la Guide du calculateur, pubblicata nel 1902 a Parigi, che costituisce uno dei primissimi trattati di calcolo numerico.
Il suo nome è stato dato all'asteroide 31015 Boccardi.